# Carbon (API)
Carbon es una API procedimental del sistema operativo Mac OS y que ofrece un alto grado de retrocompatibilidad con el código escrito para versiones de Mac OS classic (de Mac OS 8.1 en adelante hasta Mac OS 9). Carbon es una de las cinco API más importantes de Mac OS X, junto con Cocoa, Toolbox (para el entorno classic de Mac OS X, obsoleto), POSIX y Java. Carbon no soporta totalmente 64 bits en Leopard por lo cual migraron la mayoría de los programas al entorno Cocoa.